# Lumix DC-GH5
La Lumix DC-GH5 és una càmera digital MILC amb muntura Micro Four Thirds produïda l'any 2016 per Panasonic. La GH5 fon anunciada el 19 de setembre de 2016 i exposada al sendemà en la fira Photokina de Colònia (Alemanya) junt amb tres objectius Leica DG Vario-Elmarit F2.8-4.0.
Abans de comercialitzar-la, Panasonic només desvetllà les següents prestacions:
- Gravació de vídeo 4K a 50 o 60 quadros per segon 4:2:2 a 10 bits.
- Ràfega 6K de 30 quadros per segon, per a extraure fotos de 18 megapíxels aproximadament.[2]
- Ràfega 4K a 60 quadros per segon per a extraure fotos de 8 megapíxels.
- Millores en el microprocessador i dissipació del calfament respecte al model anterior.[3]
- Nova interfície de vídeo per al sòcol.[4]

El gener del 2017, la versió de preproducció fon presentada en el CES de Las Vegas, amb més informació: un nou sistema d'autoenfocament DFD, ràfega de 9 a 12 quadros per segon, obturador més silenciós, 225 punts d'enfocament i entrada per a dos targetes per primera volta en una càmera Lumix: uns dies abans que començara la fira del CES, Panasonic la presentà als mitjans espanyols en un plató amb el trialer César Cañas, encara que només els deixà fer fotos de huit megapíxels amb l'opció de ràfega 4K; el preu d'eixida se situà en 1.999,90 euros pel cos o 2.599,90 amb l'objectiu Leica DG Vario-Elmarit 12-60 mm ƒ2.8-4.0.
El nou sensor de 20,3 milions de píxels representa un augment del 25% respecte al model anterior de 16 que, amb l'eliminació del filtre de pas baix, ofereix una millora en la qualitat i el detall de la imatge: el nou processador Venus Engine és capaç d'analitzar cada píxel per determinar si està en una part plana de la imatge, en el detall o en la vora.
La inclusió del 4:2:2, el perfil Log Gamma i l'opció de gravar en anamòrfic augmentà les capacitats de vídeo respecte als models anteriors, encara que per a gravar amb poca llum les deficiències comencen a ser notables per damunt d'ISO 6400.
El gener de 2018, Panasonic presentà en la Consumer Electronic Expo una nova versió de la càmera, la GH5s, amb un sensor de 10,2 megapíxels —la meitat que el de la GH5— però una sensibilitat de 51.200 ISO i la possibilitat d'enregistrar Cinema 4K.
- Lumix DMC-GH1 (2009)
- Lumix DMC-GH2 (2010)
- Lumix DMC-GH3 (2012)
- Lumix DMC-GH4 (2014)
- Lumix DC-GH5 (2017)
- Lumix DC-GH5s (2018)